# Plumalsite
La plumalsite è un minerale non approvato dall'IMA nel 1971 perché occorrevano ulteriori studi e perché il nome è troppo simile a quello del minerale plumosite ed alla roccia plumasite.